# SMS Musquito
Le SMS Musquito est un brick de la marine prussienne puis de la marine impériale allemande.

## Historique
Le navire est construit au chantier naval royal de Pembroke au pays de Galles et lancé le 29 juillet 1851. Il est acheté par la marine prussienne en 1862 et sert de 1863 à 1891 de navire-école pour les cadets de la marine. Wilhelm von Wickede le commande en 1871 et Curt von Maltzahn en 1889.
Il est rayé des cadres le 21 décembre 1891 et sert de bateau barge. Il est vendu en mars 1906 et sert de barge à charbon, puis détruit à Swinemünde.

## Données techniques
- Longueur: 34,1 m - 40,5 m
- Largeur: 10,3 mètres
- Tirant d'eau: 4,05 m - 4,6 m
- Tonnage: 509 t - 627 t
- Voilure: 1 035 m2
- Vitesse: 12 nœuds
- Équipage: 8 officiers et 142 hommes d'équipage

### Source
- (de) Cet article est partiellement ou en totalité issu de l’article de Wikipédia en allemand intitulé « SMS Musquito » (voir la liste des auteurs).